# От сердца к небу
«От сердца к небу» — альбом 2007 года группы Аркона, записанный на студии CDM records и, частично («Гой, Купала!!!», «От Сердца к Небу», «Ой, Печаль-Тоска», «Стрела», «Славься, Русь», «Катится Коло»), — на Gigant records.

## Список композиций
1. Покровы Небесного Старца
2. Гой, Купала!!!
3. От сердца к небу
4. Ой, печаль-тоска
5. Гутсулка
6. Стрела
7. Над пропастью лет
8. Славься, Русь
9. Купала и Кострома[комм. 1]
10. Цигулар[комм. 2]
11. Сва
12. Катится Коло

## Список участников
Основные участники:
- Маша «Scream» — голос, скриминг, гроулинг, клавишные, тамбурин, комуз, акустическая гитара, крики, хоровое пение
- Сергей «Lazar» — гитары, хоровое пение, крики, монолог в треке «Над пропастью лет»
- Руслан «Kniaz» — бас-гитара
- Влад «Артист» — ударные

Сессионные:
- Владимир Череповский — галисийская волынка (Gaita Gallega), шотландская волынка (Small Pipe), колесная лира, tin whistle, low whistle, сопілка, жалейка, блок-флейта, окарина, зафун
- Андрей Байрамов — перкуссия («Гутсулка», «Цигулар»)
- Граховская Александра, Сазонова Мария, Валерий Наумов — хоровое пение
- Александр «Шмель» — хоровое пение, крики
- Александр «Олень» — аккордеон
- Василий Деревянный — домра

## Комментарии
1. ↑  На мотив русской народной песни Порушка-Параня
2. ↑  Инструментальная